# Tynica
Tynica (prononciation : [tɨˈnit͡sa]) est un village polonais de la gmina de Tczów dans le powiat de Zwoleń de la voïvodie de Mazovie dans le centre-est de la Pologne.
Il se situe à environ 6 kilomètres à l'ouest de Tczów (siège de la gmina), 15 kilomètres à l'ouest de Zwoleń (siège du powiat) et 102 kilomètres au sud de Varsovie (capitale de la Pologne).

## Histoire
De 1975 à 1998, le village appartenait administrativement à la voïvodie de Radom.